# Chiesa del Sacro Cuore (Fidenza)
La chiesa del Sacro Cuore, meglio nota come chiesa dei Cappuccini, è un luogo di culto cattolico in stile neoromanico lombardo, situato in viale San Francesco 7 a Fidenza, in provincia di Parma e diocesi di Fidenza; è affiancata dal convento dell'Ordine dei frati minori cappuccini ed è sede di una parrocchia compresa nel vicariato di Fidenza.

## Storia
Nel 1866, a causa delle leggi eversive dell'asse ecclesiastico, i cappuccini, giunti a Fidenza nel 1573, furono cacciati dal convento che avevano costruito nel 1583 nella zona dell'odierno parco delle Rimembranze; dopo aver trascorso alcuni anni in piccoli edifici inadeguati, nel 1875 acquistarono dalla Diocesi l'oratorio vescovile della Beata Vergine del Carmine, con annessa una piccola abitazione.
Nel 1876 i religiosi avviarono i lavori di costruzione di un nuovo convento, che fu completato nel 1880. Tre anni dopo, alla presenza del vescovo Vincenzo Manicardi, posarono la prima pietra della chiesa annessa, che prese il posto del precedente oratorio, demolito in quanto degradato; l'anno seguente il tempio fu solennemente consacrato e intitolato al Sacro Cuore.
Durante la seconda guerra mondiale il convento fu utilizzato come rifugio da numerosi fidentini, oltre che deposito per opere e beni sia privati che pubblici; al termine del conflitto la struttura fu restaurata.
Nel 1964 la chiesa fu ampliata; in seguito alla forte espansione del quartiere circostante, il 7 luglio del 1973 il luogo di culto divenne, per decreto vescovile, sede della nuova parrocchia dedicata a san Francesco, gestita dai cappuccini.

## Descrizione

### Chiesa

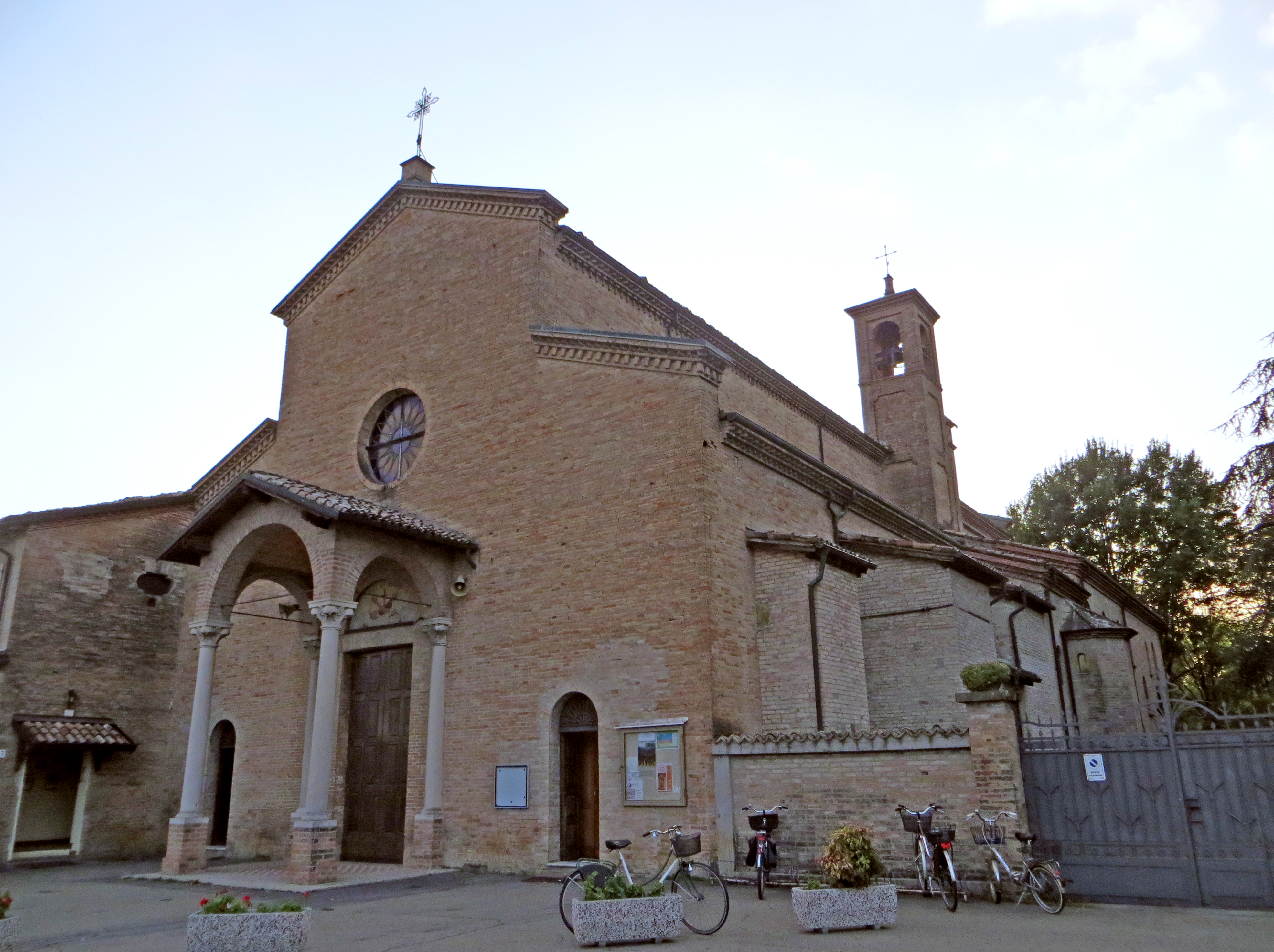
Facciata e lato nord

La chiesa si sviluppa su un impianto basilicale a navata unica, affiancata da una serie di cappelle intercomunicanti.
La semplice e simmetrica facciata a salienti, interamente rivestita in laterizio, presenta al centro l'ampio portale d'ingresso principale, sormontato da una lunetta e preceduto da un piccolo protiro ad arco a tutto sesto, retto da due colonne in pietra con capitelli lobati; ai lati si trovano i due portali d'accesso secondari ad arco a tutto sesto; più in alto si apre nel mezzo un rosone, mentre in sommità corre lungo il cornicione un sottile motivo ad archetti pensili.
All'interno la navata, coperta da una volta a botte lunettata, è affiancata dalle ampie arcate a tutto sesto delle cappelle laterali.
La prima cappella a sinistra accoglie il mausoleo di Enrichetta d'Este, moglie del duca di Parma Antonio Farnese, e del suo secondo marito Leopoldo d'Assia-Darmstadt; il sepolcro fu realizzato dallo scultore Jean-Baptiste Boudard nel 1765.
Un'altra cappella ospita l'immagine in marmo della Beata Vergine del Carmine, proveniente dall'antico oratorio demolito nel 1883.
La chiesa è arricchita da altre opere d'arte, recuperate dall'antico convento soppresso nel 1866; di pregio risultano in particolare un dipinto raffigurante La Vergine in trono con Bambino e santi, eseguito da Giovanni Battista Tagliasacchi nel 1718, e il tabernacolo ligneo, con intarsi in avorio e madreperla, risalente al 1756, dono di Leopoldo D'Assia-Darmstadt.

### Convento
Il convento si sviluppa attorno a un piccolo chiostro rettangolare, estendendosi a sud della chiesa.
Le due facciate principali, rivestite in laterizio, si affacciano ad angolo sul sagrato; al livello terreno sono precedute da un porticato ad arcate ribassate, rette da pilastri quadrangolari.